# Fidel Escobar Mendieta
Fidel Escobar Mendieta (Ciutat de Panamà, 9 de gener de 1995) és un jugador de futbol professional panameny, que actualment juga al Deportivo Saprissa.
El maig de 2018 va ser seleccionat per participar amb la seva selecció a la Copa del Món de 2018 a Rússia.